# One Welfare
Le concept du « One Welfare », « Un seul bien-être » en français, s’inspire de l'initiative « One Health » (« Une seule santé ») et reconnait les interdépendances directes et indirectes entre le bien-être des animaux et le bien-être des humains. Autrement dit, le bien-être des humains et des autres espèces animales est dépendant de la biodiversité et de l’environnement dans lequel les uns et les autres évoluent.
Ce concept appelle notamment à une approche interdisciplinaire où les questions relatives à l'animal sont mises au regard de celles relatives à l'espèce humaine. Ainsi, l'amélioration du bien-être des animaux passe par l'amélioration du bien-être des humains et réciproquement. L'agriculture, plus particulièrement l’élevage, est au cœur de ces relations et soulève de nombreuses questions relatives au rapport entre les humains et les autres espèces animales. C'est parce qu'il apporte une réponse aux problématiques rencontrées dans les filières animales que le « One Welfare » trouve ses racines dans les filières agricoles. 

## Le «One Welfare»

### Une réflexion inspirée de «One Health»
L’émergence de risques sanitaires transmissibles entre les Hommes, les animaux et l’environnement (comme l'influenza « grippe » aviaire) nécessite une gestion commune des risques sanitaires : c’est le principe « One Health » ou « Une seule santé » . Cette initiative promeut le renforcement des collaborations multisectorielles et multidisciplinaires dans le domaine de la santé publique, c'est-à-dire respectivement entre les professionnels des santés humaine, animale et de l’environnement ainsi qu’entre les différentes disciplines (épidémiologie, microbiologie, médecines humaine et vétérinaire ou encore sciences sociales). 
C’est par l’extension de cette démarche à la dimension du « bien-être » qu’est né le concept du « One Welfare » ou « Un seul bien-être ».

### Reconnaissance de ses principes et objectifs
L'Organisation mondiale de la santé animale (OIE) voit le « One Welfare » comme un « cadre pour favoriser l'application des normes de l'OIE sur le bien-être animal » et reconnait le rôle de ces collaborations interdisciplinaires en faveur du bien-être des animaux en appui au développement durable mondial. Une approche commune du bien-être des animaux, des Hommes, de la biodiversité et de l'environnement contribue aux objectifs de développement durable des Nations unies, notamment dans la recherche d'une agriculture durable (objectif 2 : « Faim zéro »), la promotion du bien-être à tout âge (objectif 3 : « Bonne santé et bien-être ») ou encore la préservation des écosystèmes et de la santé de la planète (objectif 15 : « Vie terrestre »).
Un rapport de l'Organisation des Nations Unies pour l'alimentation et l'agriculture (FAO) insiste sur le rôle « significatif de l'amélioration du bien-être des animaux dans le systèmes de production alimentaire dans l'amélioration du bien-être des personnes » et précise que le bien-être des animaux « ne devrait pas être considéré comme  un  problème indépendant mais comme un des objectifs sociaux importants parmi tant d’autres tels que la sécurité  alimentaire et la sécurité sanitaire des aliments, la santé humaine et la santé animale, la durabilité environnementale, la sûreté du personnel, le développement rural, l’égalité des sexes et la justice sociale ».
Plusieurs études scientifiques s'intéressent aux bénéfices d'une approche commune du bien-être des animaux et des Hommes. Une étude énumère ainsi les domaines susceptibles de profiter d'une telle approche. David Fraser, Professeur en bien-être animal à l’Université de Colombie Britannique, illustre quant à lui les principes du « One Welfare » dans une vidéo. Prenant l’exemple des chiens, David Fraser appelle à une meilleure coordination entre les services chargés de la protection des animaux et les services d’assistance sociale, la prise en charge d’une situation par l’un de ces services pouvant permettre à l’autre de détecter un signal de détresse. David Fraser rappelle par ailleurs l’indispensable protection des écosystèmes qui garantit le maintien de la vie.

## Applications en France
Le « One Welfare » a été reconnu dès 2018 par La Coopération Agricole, la représentation unifiée des coopératives agricoles et agroalimentaires de France. Les coopératives agricoles ont été pionnières dans la reconnaissance de cette approche globale du bien-être. La Coopération Agricole est par exemple un membre fondateur du réseau Agri-Sentinelles qui vise à prévenir le suicide des agriculteurs en sensibilisant les acteurs des filières animales à repérer des signaux faibles de détresse et à les reporter à des services compétents. La Coopération Agricole a produit en 2019 une vidéo motion-design explicitant le concept du « One Welfare » appliqué au monde agricole français.
La chaire bien-être animal de VetAgro Sup, membre du Centre national de référence pour le bien-être animal (CNR BEA) créé par le Ministère de l'agriculture et de l'alimentation, a réalisé en 2020 une vidéo pédagogique présentant le concept du « One Welfare » .
Un Réseau Mixte Technologique (RMT) « One Welfare » est annoncé pour 2021 et devrait réunir les acteurs des filières animales, de l’enseignement agricole, les scientifiques et l’administration autour de la thématique transversale du « One Welfare ».